# Lee Mantle
Lee Mantle, född 13 december 1851 i Birmingham, död 18 november 1934 i Los Angeles, var en engelsk-amerikansk politiker och publicist. Han representerade delstaten Montana i USA:s senat 1895-1899.
Mantle kom 1864 till USA med sin mor. Han flyttade 1877 till Butte och grundade 1881 tidningen Inter Mountain. Han var 1892 borgmästare i Butte.
Mantle tillträdde 1895 som senator för Montana. Han bytte 1897 parti från republikanerna till Silver Republican Party. Han efterträddes 1899 av William A. Clark. Mantle bytte 1900 parti tillbaka till republikanerna. Han var därefter först verksam som publicist och sedan inom gruvdriften och fastighetsbranschen. Han flyttade 1921 till Los Angeles.
Mantle avled 1934 och gravsattes på Mount Moriah Cemetery i Butte.